# Przanowice
Przanowice – wieś w Polsce położona w województwie łódzkim, w powiecie łódzkim wschodnim, w gminie Koluszki.
W latach 1975–1998 miejscowość administracyjnie należała do województwa piotrkowskiego. Na terenie wsi znajduje się kilka zabytkowych domów a także ruiny cmentarza niemieckiego.